# GE B 21Ton
A GE B 21 Ton é uma locomotiva elétrica de carga fabricada pela GE Transportation para uso no setor de mineração. Atualmente são usadas pela mina da Codelco no Chile.